# 唐包铁路
唐包铁路是一条连接河北省唐山市与内蒙古自治区包头市的铁路。东起唐山市，经过河北省承德市、张家口市，内蒙古自治区乌兰察布市、呼和浩特市，西至包头市。唐包铁路与呼准铁路等对接构成继大秦铁路之后又一条北部能源大通道。

## 线路构成

### 唐呼铁路时期
唐呼铁路由原张唐铁路、张集铁路和集包铁路第二双线古营盘站到台阁牧站段构成，全长852.419km。东起曹妃甸北站，西到台阁牧站。其中，曹妃甸北站（不含）至陶卜齐站的产权方是蒙冀铁路公司。 曹妃甸北站（不含）到友谊水库站（不含）由北京局集团运营（代管），友谊水库站到台阁牧站由呼和浩特局集团运营（含代管）。

### 唐包铁路时期
为提升运输效率，解决客货列车交叉干扰问题，于2020年7月至9月对葫芦站西侧线路进行疏解改造工程。由于该工程造成的线路改变，同年10月11日，唐张线、张集线、集包线古营盘至葫芦段（即唐呼线曹妃甸北至葫芦段）与原京包线葫芦至包头段合并为唐包线，运价里程1013公里。原唐呼线葫芦至台阁牧段（集包线葫芦至台阁牧段）则变为重组后的京包线的一部分。

## 与其他铁路线的连接
- 曹妃甸北站：迁曹铁路、曹妃甸西铁路、曹妃甸南铁路
- 丰润西站：京哈铁路
- 李家营站：京承铁路
- 滦平东站：京通铁路
- 塔黄旗东站：多丰铁路（虎多铁路）
- 张家口南站、孔家庄站、古营盘站、葫芦站、陶卜齐站：京包铁路
- 呼和浩特南站：呼准铁路、呼准鄂铁路
- 瓜房子站：京包铁路（旧线）
- 包头东站：包环铁路、包石铁路
- 万水泉站：包神铁路
- 包头站：包兰铁路、包西铁路、包神铁路